# Martin Jindráček
Martin Jindráček (Roudnice nad Labem, 29 novembre 1989) è un calciatore ceco, attaccante del Teplice, in prestito dall'Ústí nad Labem.

## Caratteristiche tecniche
Punta centrale, può essere schierato anche come seconda punta o come trequartista.

## Carriera
Comincia a giocare al Teplice. Nel 2009 viene ceduto in prestito biennale all'Ústí nad Labem.
Nel 2011 torna al Teplice. Nel 2015 viene prestato allo Slavoj Vyšehrad. Nel 2016 viene nuovamente ceduto in prestito, questa volta al Most.
Nel 2016 viene acquistato dall'Ústí nad Labem. Nel 2018 viene ceduto in prestito al Teplice.